# إدارة مسايا
إدارة مسايا (بالإسبانية: Departamento de Masaya)‏(تلفظ بالإسبانية: ‎/image_seal/‏) هي واحدة من إدارات نيكاراغوا، عاصمتها هي مسايا.

## جغرفيا
تقع الإدارة في غرب نيكاراغوا وتبلغ مساحتها 611 كم2 وهي أصغر إداراة في نيكاراغوا من حيث المساحة. تضاريس مسايا متنوعة، في بلديات الجنوب، التضاريس وعرة ولها ارتفاعات تزيد على 500 متر مربع، فضلا عن أسرّة نهرية مؤقتة التي تنحدر من منطقة ميسيتا دي لوس بويبلوس. وبلديات الشمال منبسطة، ويوجد بها سهل إنترلاكوستر، الذي يمتد بين بحيرة إكسولوتلان وكوسيبولكا.

### الموقع
تحدها الإدارات التالية:
- إدارة غرناطة
- إدارة كارازو
- إدارة ماناغوا

## ديموغرافيا
يبلغ عدد سكان الإدارة 386,237 نسمة (تعداد 2019) وتبلغ الكثافة السكانية 632.1 نسمة \ كم2، وهي من أكثر الإدارات اكتظاظا بالسكان في نيكاراغوا.

### تعداد سكان إدارة مسايا
| أعداد السكان في إدارة مسايا | أعداد السكان في إدارة مسايا |
| عام                         | تعداد السكان                |
| --------------------------- | --------------------------- |
| 1920                        | 40,386                      |
| 1940                        | 54,742                      |
| 1950                        | 72,446                      |
| 1963                        | 76,580                      |
| 1971                        | 92,152                      |
| 2005                        | 289,988                     |
| 2019                        | 386,237                     |

## التقسيم الإداري
تنقسم ليون مقسم إدارياً إلى عشر بلديات:
| البلدية             | المساحة | تعداد سكان 1995 | تعداد سكان 2005 | تعداد سكان 2019 |
| ------------------- | ------- | --------------- | --------------- | --------------- |
| كاتارينا            | 11 كم²  | 7 108 نسمة      | 7 524 نسمة      | 8 597 نسمة      |
| لا كونسيبسيون       | 65 كم²  | 27 728 نسمة     | 31 950 نسمة     | 43 260 نسمة     |
| ماساتيبي            | 59 كم²  | 25 538 نسمة     | 31 583 نسمة     | 40 108 نسمة     |
| مسايا               | 147 كم² | 117 553 نسمة    | 139 582 نسمة    | 183 874 نسمة    |
| نانداسمو            | 17 كم²  | 7 879 نسمة      | 10 732 نسمة     | 15 653 نسمة     |
| نينديري             | 143 كم² | 29 026 نسمة     | 38 355 نسمة     | 58 105 نسمة     |
| نيكوينوهومو         | 31 كم²  | 13 458 نسمة     | 14 847 نسمة     | 16 588 نسمة     |
| سان خوان دي أورينتي | 9 كم²   | 3 101 نسمة      | 4 734 نسمة      | 7 735 نسمة      |
| تيسما               | 126 كم² | 9 993 نسمة      | 10 681 نسمة     | 12 317 نسمة     |